# Parascotia lorai
Parascotia lorai là một loài bướm đêm trong họ Erebidae.